# Cappelle-Brouck
Cappelle-Brouck – miejscowość i gmina we Francji, w regionie Hauts-de-France, w departamencie Nord.
Według danych na rok 1990 gminę zamieszkiwało 1047 osób, a gęstość zaludnienia wynosiła 60 osób/km² (wśród 1549 gmin regionu Nord-Pas-de-Calais Cappelle-Brouck plasuje się na 544. miejscu pod względem liczby ludności, natomiast pod względem powierzchni na miejscu 88.).